# Panicum calocarpum
Panicum calocarpum är en gräsart som beskrevs av Jean Berhaut. Panicum calocarpum ingår i släktet vipphirser, och familjen gräs. Inga underarter finns listade i Catalogue of Life.